# Refugio Ventosa i Calvell
El refugio Joan Ventosa i Calvell es un refugio de montaña de los Pirineos, a 2220 m de altitud, que se encuentra junto al lago Negro, en el valle de Bohí, en la comarca de la Alta Ribagorza (Lérida, España).
El refugio se encuentra en la ruta Carros de Foc, una travesía de 55 km que recorre todos los refugios que se encuentran dentro del Parque nacional de Aiguas Tortas y Lago de San Mauricio. Por el norte se accede desde el refugio de la Restanca, y por el sur desde el refugio del Estany Llong, después de una larga etapa que atraviesa el collado de Contraix, el más alto de la ruta.

## Acceso

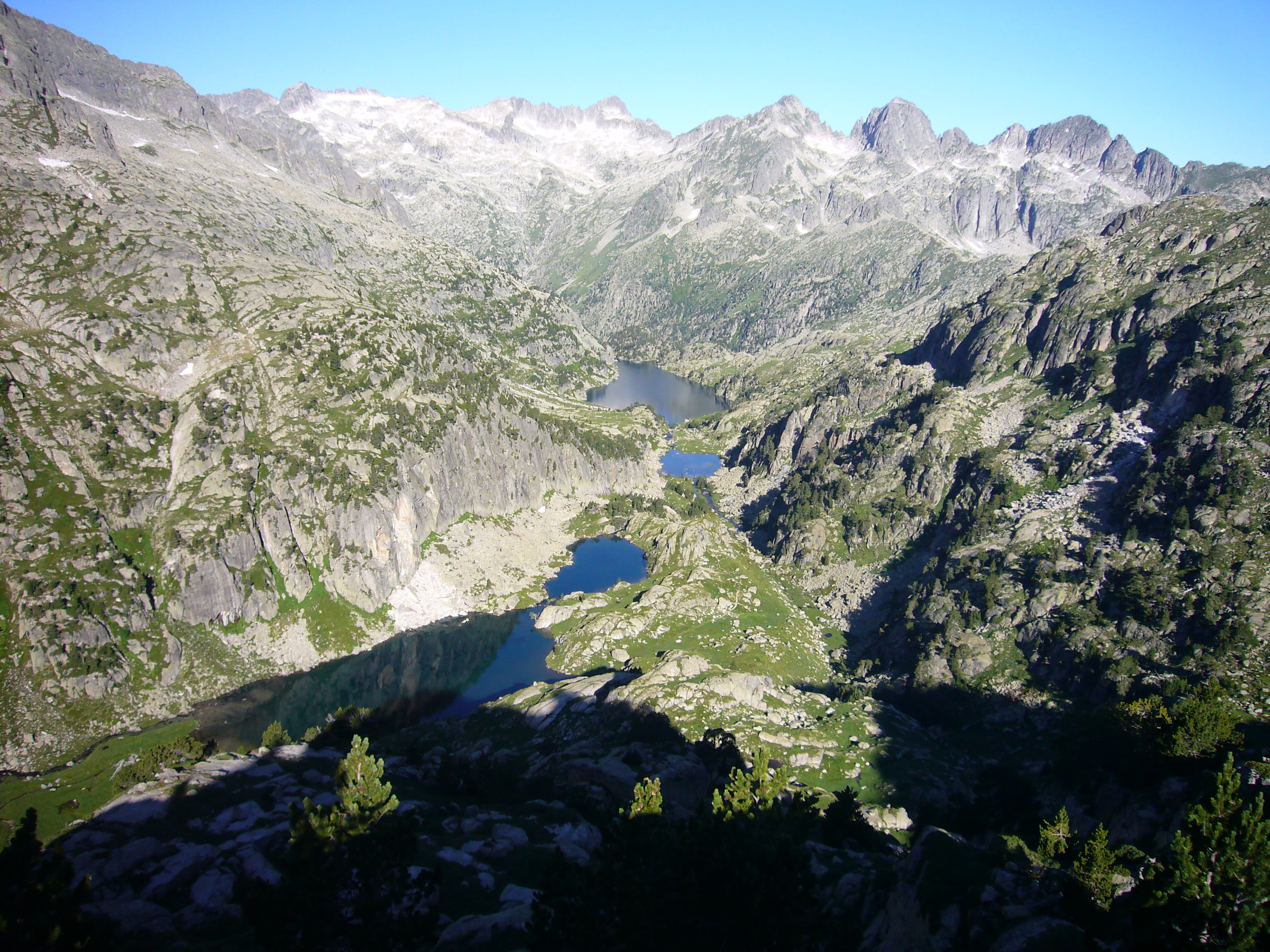
Vista del lago Negro y los lagos de Colieto desde el Bony de los lagos de Colieto, de 2423 m, al este del refugio Ventosa.

La forma más fácil de alcanzar el refugio es desde Bohí y Caldas de Bohí, por donde se puede llegar en un vehículo hasta el embalse de Cavallers, a 1780 m. Desde allí, en un par de horas, siguiendo las marcas amarillas, se asciende hasta el refugio siguiendo el río del Lago Negro y el barranco de los Llastres.

## Características
El refugio se construyó en 1955. Se amplió y renovó en 1979. Actualmente posee 70 plazas guardadas y 8 libres fuera de temporada. Tiene agua fría en WC y duchas, luz eléctrica, estufas, literas, colchones y mantas. Material de socorro, desayunos, comidas y cenas, servicio de guías. Es necesario llevar saco de dormir. La luz eléctrica es generada con energía solar. La parte no guardada tiene mantas y estufa de leña.
Es propiedad del Centro Excursionista de Cataluña.
Teléfono: 973 297 090

## Entorno
El refugio se encuentra en una zona granítica llena de lagos glaciares: Negro, Travessani, Clot, la media docena de los Colieto, la Roca, los Tumeneia (de Dalt y de Baix), Monges, Mangades y Cloto.
Al nordeste del refugio se encuentran las Agujas de Travessani (2585 m). Al sur del refugio se encuentran los picos de Comalespada (2830 m) y la Punta Alta de Comalesbienes (3014 m).